# The House in Fata Morgana
The House in Fata Morgana es un videojuego de novela visual desarrollado por Novectacle. Fue lanzado para Microsoft Windows e iOS por Novectacle en 2012 y 2014 en Japón, y para Microsoft Windows por MangaGamer en 2016 a nivel internacional. Además, FuRyu lanzó una versión para Nintendo 3DS en 2016 y Dramatic Create lanzó una versión para PlayStation Vita en 2017, ambas exclusivas para Japón. Limited Run Games lanzó otra versión de PlayStation Vita, así como una versión de PlayStation 4 en Norteamérica en 2019, también lanzó una versión del juego para Nintendo Switch en 2021.
La Casa en Fata Morgana es una novela visual ambientada en una mansión, donde aparece un espíritu con amnesia. Se encuentra con una doncella en la mansión, y las dos ven el pasado de la mansión en diferentes períodos de tiempo (1603, 1707, 1869 y 1099) para saber qué les sucedió a sus residentes e intentar que el espíritu recupere sus recuerdos perdidos.

## Desarrollo
El juego fue desarrollado por Novectacle y escrito por Keika Hanada, con arte de Moyataro. Los desarrolladores no se dirigieron específicamente a hombres o mujeres con el juego, solo pretendieron crear un juego para jugadores que disfrutan de las historias. Hanada pasó más de un año planeando la historia, que fue influenciada por los libros de Tanith Lee y las películas Millennium Actriz (2001) y The Best of Youth (2003). Para evitar que el texto distraiga al jugador, estaba escrito principalmente en japonés moderno, con poco uso de habla arcaica. Para que el juego se sintiera único, Moyataro hizo uso de colores y sombras, para retratar un "tipo de belleza más realista" en comparación con el estilo artístico "cursi" parecido al anime común en las novelas visuales japonesas. Otro aspecto importante para hacer que el juego se sienta único fue su música: más de la mitad de las canciones son pistas vocales, destinadas a hacer que el juego parezca estar visitando un teatro con alguien cantando de fondo. Cinco compositores trabajaron en la música y escribieron 65 temas diferentes.
En junio de 2013, la plataforma de distribución de juegos Playism anunció que estaban interesados en el juego para audiencias de habla inglesa, ya que querían traer novelas visuales a su plataforma y sentían que The House in Fata Morgana podría ser un buen inicio. Animaron a la gente para que dijeran si estaban interesados en el juego, para medir la demanda. Dos días después, aclararon que los problemas monetarios fueron los que les impidieron comenzar el trabajo de inmediato: Novectacle, al ser un desarrollador independiente, no pudo pagar por adelantado el trabajo. En cambio, Novectacle propuso que todos los ingresos de las ventas japonesas de The House in Fata Morgana se destinaran a pagar. Como las ventas japonesas en la plataforma Playism eran demasiado bajas para financiar el proyecto, Playism consideró esperar y ver si las ventas japonesas aumentaban o lanzar una campaña de financiación colectiva. Playism todavía estaba trabajando en ello a finales de marzo de 2014, cuando lanzaron una demostración. Durante la convención de Otakon en agosto de 2014, el editor de novelas visuales MangaGamer anunció que había adquirido la licencia para publicar el juego.Debido a la gran variedad de culturas y períodos de tiempo que aparecen en el juego, para MangaGamer era importante decidir una estrategia de localización desde el principio para evitar un guion inconsistente; El traductor BlackDragonHunt dijo que hacer que el lenguaje en entornos históricos pareciera auténtico era un acto de equilibrio difícil, ya que los diálogos demasiado modernos rompían la inmersión y el inglés antiguo era difícil de entender para los lectores modernos. Decidieron seguir el mismo estilo que el original japonés, utilizando principalmente un lenguaje moderno, con cierto uso de palabras basadas en los distintos períodos de tiempo y regiones del juego para darle un "sabor histórico". 

## Realización y recepción
El juego se lanzó originalmente para Microsoft Windows el 31 de diciembre de 2012 en Japón;esta versión también fue lanzada a través de Playism el 31 de mayo de 2013 en Japón. Una versión japonesa de iOS siguió el 16 de mayo de 2014. MangaGamer lanzó la versión de Microsoft Windows en inglés el 13 de mayo de 2016, tanto por separado como en un paquete con la banda sonora del juego. FuRyu lanzó digitalmente una versión de Nintendo 3DS en Japón el 27 de julio de 2016, como uno de los primeros tres juegos de su línea Catalyst, y una versión de PlayStation Vita se lanzó física y digitalmente en Japón el 16 de marzo de 2017. por Creación dramática.  Esta versión incluye contenido nuevo; debido a una enfermedad, Moyataro no pudo crear la nueva obra de arte necesaria, por lo que se le asignó la tarea a otro ilustrador.
Limited Run Games lanzó el juego en Norteamérica para PlayStation Vita el 28 de mayo de 2019 y lo lanzó para PlayStation 4 el 11 de junio, bajo el título The House in Fata Morgana: Dream of the Revenants Edition; su versión para PlayStation 4 utiliza ilustraciones nuevas, ya que era la primera vez que el juego estaba disponible en resolución 4K. También han lanzado versiones físicas para ambas plataformas. Esta versión del juego también se lanzó en Nintendo Switch el 9 de abril de 2021, con una versión para el público japonés lanzada el 25 de marzo de 2021.
El juego quedó en segundo lugar en el premio a la Mejor Historia de 2016 Hardcore Gamer.El lanzamiento de Steam tenía un total estimado de 8500 jugadores en julio de 2018. En noviembre de 2023, el desarrollador anunció que el juego había vendido 100.000 copias en Steam. 

## Otros medios
Una adaptación a manga del juego, The House in Fata Morgana: Anata no Hitomi o Tozasu Monogatari, fue escrito por Hanada y dibujada por Kanemune. Fue publicado por Akita Shoten en cuatro volúmenes de 2015 a 2017, de los cuales los últimos tres fueron lanzados digitalmente. El manga obtuvo la licencia para su lanzamiento de Sekai Project, quien lo lanzó digitalmente: el primer volumen se lanzó en noviembre de 2017 y el segundo en febrero de 2018. 